# Terry Donovan (arquero)
Terene Eva Donovan (conocida como Terry Donovan; 27 de diciembre de 1944) es una deportista australiana que compitió en tiro con arco, en la modalidad de arco recurvo. Ganó una medalla de plata en el Campeonato Mundial de Tiro con Arco al Aire Libre de 1979, en la prueba por equipo.

## Palmarés internacional
| Campeonato Mundial al Aire Libre | Campeonato Mundial al Aire Libre | Campeonato Mundial al Aire Libre | Campeonato Mundial al Aire Libre |
| Año                              | Lugar                            | Medalla                          | Prueba                           |
| -------------------------------- | -------------------------------- | -------------------------------- | -------------------------------- |
| 1979                             | Berlín Occidental (RFA)          | Medalla de plata                 | Equipo                           |